# Zeeuws spek

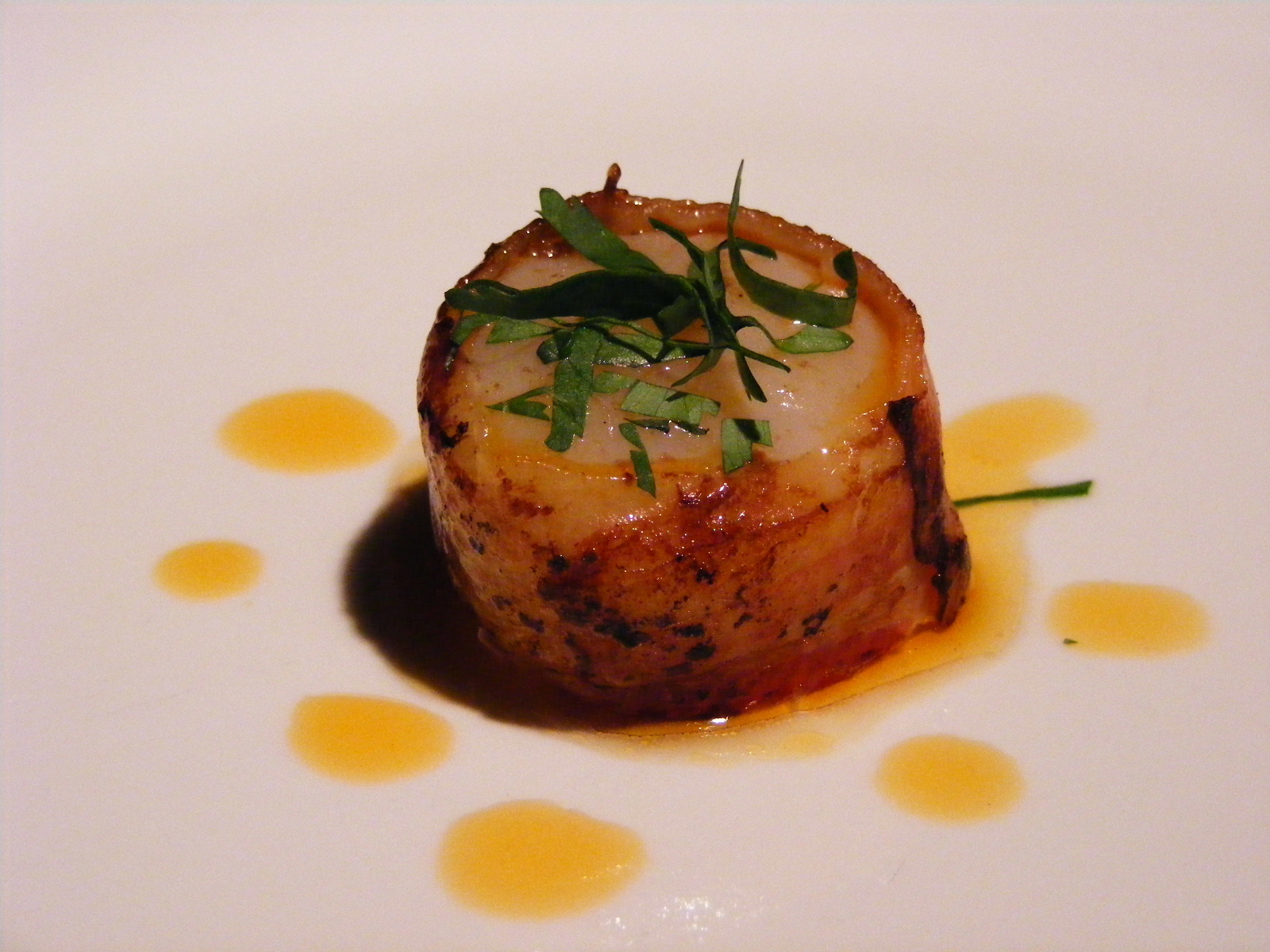
Vieira envuelta en zeeuws spek.

El zeeuws spek (‘panceta de Zelanda’) es una panceta tradicional neerlandesa, originalmente una especialidad de la provincia de Zelanda. Tradicionalmente se condimenta con sal, pimienta y hierbas tales como la hoja de laurel, y se cuece a fuego lento. El zeeuws spek moderno se marina y luego se hace a la parrilla, braseado o ahumado.

## Preparación
A diferencia de otros tipos de panceta, el zeeuws spek no se vende crudo. Actualmente lo que se vende en carnicerías como zeeuws spek se prepara marinándolo en una mezcla de aceite especiado y mostaza (con la adición de salsa de soja, pimienta y otros condimentos) y luego asándolo o braseándolo ligeramente (a veces se ahúma). Su sabor se describe como parecido al de la barbacoa. La recetas sugieren diversos ingredientes para darle sabor. El zeeuws spek comercialmente disponible contiene también aditivos como la lactosa y el glutamato monosódico.

## Empleo
Tradicionalmente el zeeuws spek se come sobre pan integral con mostaza. Otros usos incluyen servirlo como aperitivo, en ensalada, o con patatas asadas. Un sándwich notable con zeeuws spek se prepara en el restaurante Vermaat en IJsselstein; Ronald van der Kruk usa zeeuws spek, panceta, katenspek (panceta cocida antes de ahumarla) y ontbijtspek (‘panceta de desayuno’).
El zeeuws spek sigue gozando de gran estima como plato zelandés, aunque en Zelanda también se usa en platos de fusión, como la receta chino-indonesia-holandesa babi panggang.

## Competición nacional
La asociación nacional de carniceros, Slavakto, organiza una competición para elegir el mejor zeeuws spek del país. En 2007 el premio fue para Jacco van Zoonen de Nieuwe Niedorp. En 2008 el premio fue para Niek Kramer de Anna Paulowna. En 2009, Gerard Haring de Hengelo fue el ganador.